# Friedhelm Hofmann
Friedhelm Hofmann (ur. 12 maja 1942 w Kolonii) – niemiecki duchowny katolicki, biskup Würzburga w latach 2004-2017.

## Życiorys

### Prezbiterat
Święcenia kapłańskie otrzymał 3 lutego 1969 z rąk kardynała Josepha Höffnera. Inkardynowany do archidiecezji kolońskiej, rozpoczął pracę jako wikariusz w dzielnicy Ehrenfeld. Od 1972 był wikariuszem kolońskiej katedry, zaś od 1980 jej proboszczem.

### Episkopat
25 lipca 1992 został mianowany biskupem pomocniczym archidiecezji kolońskiej, ze stolicą tytularną Taddua. Sakry biskupiej udzielił mu kardynał Joachim Meisner. Jako biskup odpowiadał za północną część archidiecezji oraz za formację diakonów stałych.
25 czerwca 2004 Jan Paweł II mianował go biskupem diecezji Würzburg. Ingres odbył się 19 września 2004.
18 września 2017 przeszedł na emeryturę.